# Nipsistiarios

Le nipsistiarios (en grec νιψιστιάριος) est un titre et une fonction auliques réservés aux eunuques dans l'Empire byzantin.

## Histoire
La fonction est attestée par un sceau du VIIe siècle, mais est abandonnée bien avant le XIVe siècle, vu qu'elle n'est pas mentionnée dans le Livre des offices du pseudo-Kodinos. Comme l'indique le nom (νίπτειν, « laver les mains »), le nipsistiarios est chargé de tenir une bassine d'or incrustée de gemmes et d'assister l'empereur dans l'accomplissement des ablutions rituelles avant l'accomplissement de cérémonies. Selon le Klētorologion de 899, son insigne est un kamision (une tunique) brodée d'une bassine pourpre,. Toujours dans le Klētorologion, son rang est le plus bas dans la hiérarchie des titres des eunuques, sous le koubikoularios ; cependant, on trouve au Xe siècle mention d'un eunuque, Samonas, promu de koubikoularios à nipsistiarios.